# 王维群
王维群（1914年8月—2001年3月19日），原名王宪五，又名王献吾，曾用名王为群，男，山东冠县人，中国共产党及中华人民共和国官员。

## 生平
王维群生于山东省冠县王辛村一个贫农家庭。九一八事变爆发后，投身抗日救亡运动。1933年到1934年，在山东省寿张县第八乡师学习期间，参加了中国共产党的活动，于1934年冬参加了中国共产党领导的革命工作，同时加入中国共产党。1935年春到1937年秋，先后在冠县担任中国共产党的支部书记、县工委书记、县委书记、中心县委书记、鲁西北特委委员、组织部部长。1937年秋到1938年夏，在中共中央党校学习并且兼任中队长。1938年夏到1942年春，任中共中央机关总务处管理科长、总务处长、中共中央直属机关管理局建设科科长。1942年春到1944年夏，在中共中央高级党校一部学习，并参加延安整风及审干运动。1944年夏，调到陈云主持的西北财经办事处从事筹备工作，负责建立办事处机关。其间，当选为中共七大代表。1945年4月到6月，作为山东代表团成员出席了中共七大。1945年11月，调到冀鲁豫边区工作，同月到1947年秋历任中共冀鲁豫区第一（泰运）地委委员、宣传部部长兼阳谷县委书记、冀鲁豫区第六（运东）地委委员、组织部部长。1947年9月到1948年5月，担任中共冀鲁豫区濮范（第九）地委副书记兼组织部部长。1948年7月到1949年8月，担任冀鲁豫区第九（濮范）行政督察专员公署专员。1948年9月到1949年8月，担任中共冀鲁豫区濮范（第九）地委书记。
1949年秋到1952年6月，王维群任中共平原省聊城地委书记。1952年6月至1954年6月，任中共平原省委企业党委副书记兼工业厅厅长，中共河南省委工业部副部长兼省财委副主任、工业厅厅长，中共河南省委委员。1954年5月到11月，历任洛阳建设委员会副主任兼洛阳第一拖拉机厂筹建处主任、厂长。1954年11月到1958年10月，任中共洛阳市委第二书记兼洛阳建筑工程局局长、党委书记。1958年12月到1967年8月，任河南省人民委员会副省长兼河南省基本建设委员会主任，河南省人民委员会副省长兼河南省计划委员会第一副主任，省农委主任、党组书记。1963年2月到1967年8月，任河南省人民委员会党组副书记。1965年8月到1967年8月，任中共河南省委常委、书记处候补书记。1968年春起，任河南省革命委员会常委、生产指挥组副组长。1969年10月到1973年3月，任河南省革命委员会生产指挥组组长。1971年3月到1978年3月，任中共河南省委常委。1973年2月到1978年3月，任中共河南省委副书记、河南省革命委员会副主任（任至1977年10月）。1984年离休。1988年，获聘为中共山东省委、山东省人民政府咨询顾问。他是山东省第五、第六次党代会特邀代表，第四届全国人大代表。
2001年3月19日，王维群在山东省济南市病逝，享年87岁。2001年3月23日在济南举行王维群同志遗体告别仪式。